# トーマス・レメンゲサウ・Sr
トーマス・レメンゲサウ・シニア（Thomas Remengesau Sr、1929年11月28日 - 2019年8月3日）はパラオ共和国の政治家。同国の大統領（代行、第4代）を務めたほか、副大統領を2期務めている。

## 来歴
日本統治時代は公学校に通い、アメリカ統治時代になってからは、グアム島マンギラオのジョージ・ワシントン高等学校に通った。高校卒業後は太平洋諸島信託統治領政府の公務員となり、パラオ地区の官庁に勤めた。その後、ハワイ大学に留学して行政学を専攻した。大学卒業後、キャリア官僚となったレメンゲサウは、パラオ地区行政官などの要職を歴任した。
1985年6月30日にパラオ初代大統領ハルオ・レメリクの暗殺を受け、副大統領から昇格し1985年7月2日まで暫定大統領を務めた。その後、ラザルス・サリー第3代大統領が不審死した際にも副大統領であったため大統領に昇格し、1989年1月1日まで務めた。
トーマス・レメンゲサウ・シニアの息子には後の第7・9代大統領となるトーマス・エサン・レメンゲサウ・ジュニア（Thomas Esang Remengesau Jr）がおり、他にも何人かの子息を残している。
後にガラルド州の酋長（Maderangebuked）を務めた。2019年8月3日、コロールにある自宅で89歳で死去。
| 公職                                             | 公職                                               | 公職                                               |
| ------------------------------------------------ | -------------------------------------------------- | -------------------------------------------------- |
| 先代 ハルオ・レメリク ラザルス・サリー           | パラオ共和国大統領 （暫定）1985 第4代：1988 - 1989 | 次代 アルフォンソ・オイッテロン ギラケル・エピソン |
| 先代 アルフォンソ・オイッテロン クニオ・ナカムラ | パラオ共和国副大統領 1985 - 1988 1993 - 2001       | 次代 クニオ・ナカムラ サンドラ・ピエラントッチ     |